# Став-Уяздовський
Став-Уяздовський (пол. Staw Ujazdowski) — село в Польщі, у гміні Неліш Замойського повіту Люблінського воєводства.
Населення — 191 особа (2011).
У 1975-1998 роках село належало до Замойського воєводства.

## Демографія
Демографічна структура станом на 31 березня 2011 року:
|          | Загалом | Допрацездатний вік | Працездатний вік | Постпрацездатний вік |
| -------- | ------- | ------------------ | ---------------- | -------------------- |
| Чоловіки | 101     | 26                 | 57               | 18                   |
| Жінки    | 90      | 12                 | 44               | 34                   |
| Разом    | 191     | 38                 | 101              | 52                   |